# Šerkov
Šerkov je malá vesnice, část obce Lety v okrese Písek v Jihočeském kraji. Nachází se asi dva kilometry severovýchodně od Letů. Je zde evidováno 35 adres. V roce 2011 zde trvale žilo 55 obyvatel.
Šerkov je také název katastrálního území o rozloze 5,75 km². V katastrálním území Šerkov leží i Pukňov.

## Historie
První písemná zmínka o vesnici pochází z roku 1513.

## Obyvatelstvo
| Rok            | 1869 | 1880 | 1890 | 1900 | 1910 | 1921 | 1930 | 1950 | 1961 | 1970 | 1980 | 1991 | 2001 | 2011 | 2021 |
| -------------- | ---- | ---- | ---- | ---- | ---- | ---- | ---- | ---- | ---- | ---- | ---- | ---- | ---- | ---- | ---- |
| Počet obyvatel | 143  | 179  | 161  | 160  | 163  | 178  | 154  | 132  | 112  | 93   | 69   | 49   | 54   | 55   | 54   |
| Počet domů     | 22   | 24   | 25   | 28   | 30   | 30   | 32   | 32   | 37   | 30   | 25   | 30   | 33   | 31   | 33   |

## Obecní správa
Při sčítání lidu v letech 1850–1929 Šerkov byl osadou obce Kožlí v okrese Písek. V letech 1930–1962 byl samostatnou obcí v okrese Písek. Od roku 1963 je částí obce Lety v okrese Písek. V letech 1930–1962 k obci patřil Pukňov.

## Pamětihodnosti
- U komunikace ve vesnici se nachází dřevěná zvonice.
- Nedaleko od zvonice, u stejné komunikace, u vzrostlého stromu se nachází v ohrádce litinový kříž na vysokém kamenném podstavci.

## Galerie

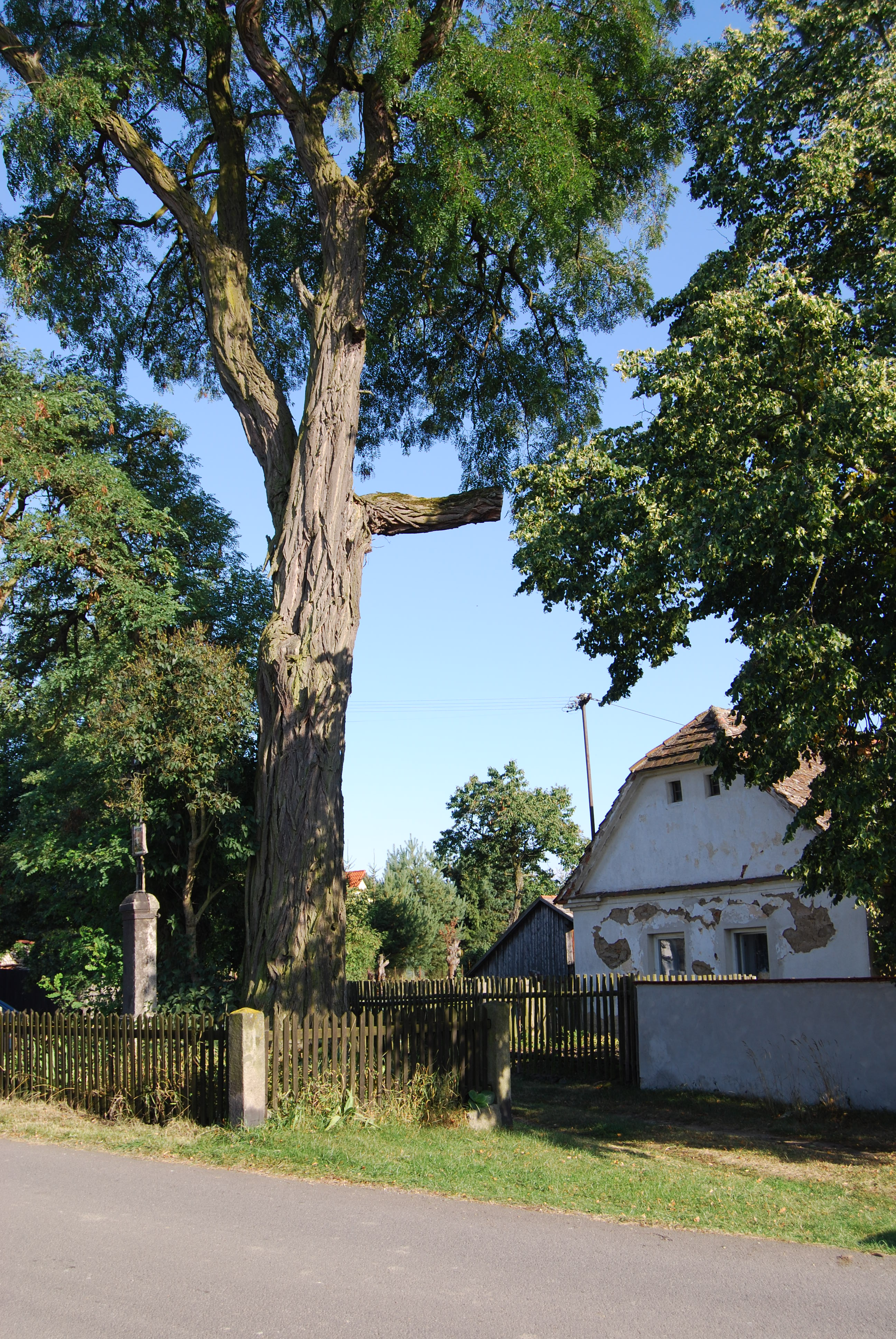
Kříž ve vesnici
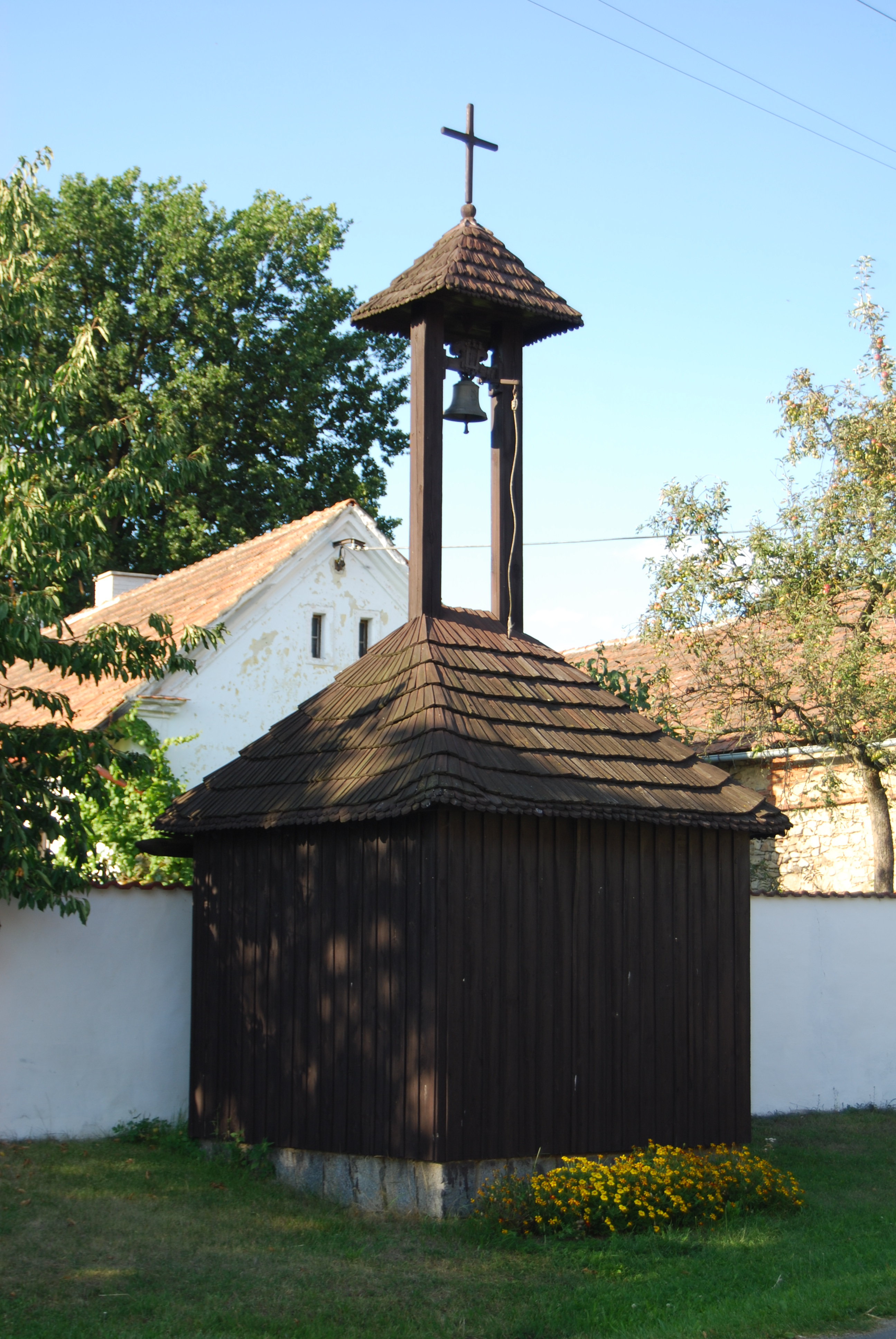
Zvonice ve vesnici